# Clotilde-Camille Deflandre
Clotilde-Camille Deflandre (París, 21 de noviembre de 1871-Ibidem, 7 de junio de 1946) fue una científica francesa conocida principalmente por su descubrimiento, junto a su mentor Paul Carnot, de la Hémopoïétine (eritropoyetina). También fue pionera en el estudio del desarrollo del trasplante de órganos. Fue la primera mujer en Francia en recibir un doctorado en medicina y un doctorado en ciencias naturales.

## Infancia y educación
Deflandre nació en el 7.º distrito de París el 21 de noviembre de 1871. Su padre, Gustave Edouard Deflandre (1851-1909) era empleado del ferrocarril, compositor de música religiosa y organista en Dom Rue Simart 3 en París. Su madre, Marie Eugénie Giboz (1848-1938), nació en Autouillet, en el departamento de Yvelines al norte de Francia. Ella trabajaba como vendedora cuando contrajo matrimonio con Deflandre en París el 14 de septiembre de 1871. Los Deflandres tuvieron tres hijos, Jules Gustave (1870-1921), Clotilde y Georges Edouard (1876- ). Jules Gustave fue el padre del paleontólogo Georges Deflandre (1897-1973).

## Carrera e investigación
En 1895, Deflandre trabajaba en el laboratorio de Augustin Nicolas Gilbert en el hospital Broussais de París con Carnot. Su estudio, que analizaba la capacidad de los injertos de piel de cobayas negras para persistir en cobayas blancas, tuvo un profundo impacto en el ámbito moderno del trasplante de órganos y fue citado por Peter Medawar ganador en 1960 del premio Nobel por su investigación sobre la inmunocompetencia. Medawar, refiriéndose a su trabajo, afirmó que "desde hace cincuenta años se sabe que si se injerta piel de cobaya negra en una zona blanca del mismo animal, se produce un proceso que puede llamarse sin compromiso de infección: la piel blanca que rodea al injerto negro se ennegrece por la centrifugación. Por el contrario, la piel blanca injertada en una zona negra se ennegrece con el tiempo". Formuló la hipótesis de que las células diferenciadas en el organismo adulto "se reproducen fielmente y conservan para siempre en la herencia celular su especificidad de tipo histológico", un concepto importante que condujo al desarrollo posterior del trasplante de tejidos.
En 1903, Deflandre obtuvo un doctorado en ciencias de la Universidad de Lille sobre la " Función hepática adipogénica en la cadena animal " de nuevo con Carnot y Gilbert en París. Fue la cuarta mujer en recibir un doctorado en ciencias en Francia. Entre las otras se cuentan la astrónoma Dorothea Klumpke, Rodeau-Lozeau y la ganadora del Premio Nobel, Marie Curie. El trabajo de Deflandre es fruto del interés de los biólogos del siglo XIX, especialmente de Claude Bernard, sobre las funciones metabólicas del hígado. Estudió metódicamente la función adipohepática en una serie de invertebrados y vertebrados. También examinó la capacidad de un hígado graso para reparar el daño causado por drogas como la cocaína.
Después de trabajar como profesora en el Collège de Jeunes Filles de Rouen, Deflandre retomó los estudios para su doctorado en medicina. Carnot y Gilbert tenían un gran interés en la opoterapia— el uso de un extracto de un órgano para reemplazar un componente humoral ausente. La búsqueda de Carnot de una sustancia estimulante hematopoyética encontrada en la sangre estaba firmemente arraigada en esta tradición. Trabajando de nuevo con Carnot en el laboratorio de Gilbert, Deflandre se dedicó a investigar los factores que controlan la producción de glóbulos rojos para su trabajo de tesis. Carnot y Deflandre demostraron que la inyección de una pequeña cantidad del suero de un conejo que había sido sangrado previamente resultó en un aumento considerable de glóbulos rojos el día después de la inyección en conejos receptores normales. También demostraron que mientras que el suero de un animal que había sido sangrado estaba activo, el de un animal normal no lo estaba. Descubrieron que el suero, en lugar de los elementos formados de la sangre, era el responsable de la actividad. El sangrado repetido produjo un aumento en la actividad del suero. La hemorragia repetida daba como resultado un aumento en actividad de suero. Llamaron a esta sustancia hémopoïétine y postularon que era miembro de un grupo de citopoyetinas, ahora denominadas citoquinas. Entre 1906 y 1907, dos artículos de Carnot y Deflandre aparecieron en los "Comptes Rendus de L'Académie des Science", describían la existencia de un factor en la sangre que podría estimular la producción de glóbulos rojos y la posible aplicación clínica de este suero. Estos artículos sentaron las bases intelectuales para todo el ámbito de los factores de crecimiento, es decir, las proteínas que se producen en un sitio y actúan sobre una población de células diana distante. El primer artículo fue recibido con gran interés tanto por la comunidad científica como por la prensa. La tesis de Deflandre para su doctorado en medicina "Aplicaciones del Suero Hemopoyético" fue aprobada por la Facultad de Farmacia de la Universidad de Lille en 1910. El hecho de que no se reprodujeran sus hallazgos llevó a la pérdida de interés por este proyecto. Sin embargo, en 1947 Eva Bonsdorff y sus colegas pudieron reproducir los hallazgos iniciales de Carnot y Deflandre y cambiar el nombre de la sustancia activa erythropoietin. Las ventas mundiales de eritropoyetina reconstituida fueron de alrededor de 7.000 millones de dólares en 2012.
Al final de su carrera y después de casarse con el Dr. Léon Dufour, Deflandre comenzó una colaboración con Gaston Roussel (1877-1947) en los laboratorios Roussel-Uclaf, una de las empresas precursoras de Sanofi. Roussel se formó como veterinario y se doctoró en medicina en la Universidad de París. Mientras estuvo allí, conoció el trabajo de Carnot y Deflandre, repitió sus experimentos iniciales y luego utilizó caballos para aumentar la producción de hemopoyetina para uso comercial. Su primer producto, Hemostyl, fue ampliamente utilizado hasta la década de 1950 para el tratamiento de la anemia. Gaston y Deflandre (como Dufour-Deflandre) publicaron una serie de estudios sobre el contenido mineral de los materiales embrionarios como parte del trabajo continuado de los laboratorios Roussel para aislar los agentes activos de los órganos de uso clínico, de nuevo guiados por los principios de la opoterapia. Los laboratorios Roussel fueron de los primeros en producir hormonas esteroides para uso médico.

## Vida personal
Deflandre se casó con el Dr. Léon Adolphe Dufour el 8 de noviembre de 1921 en el distrito 18 de París. Dufour fue pionero en nutrición infantil, trabajando principalmente en Fécamp, Normandía. Fue el fundador de la "Goutte de lait" (la Gota de Leche), una organización que ideó métodos más seguros de alimentación infantil para reducir la mortalidad. Dufour murió el 23 de mayo de 1928. Deflandre fue también tía de Georges Deflandre (1897-1973), un destacado paleólogo. Deflandre murió a los 74 años el 7 de junio de 1946 en París. Fue enterrada en la iglesia St. Etienne de Fécamp el 13 de junio de 1946.